# Florencio Pozadas
Florencio Pozadas (Potosí, 1939-1968) fue percusionista y compositor pionero en el uso de técnicas post seriales y la música electroacústica en Bolivia.

## Biografía
Florencio Ruck Pozadas Cordero nació en Potosí, Bolivia, donde estudió violín en la Academia de Bellas Artes de la Universidad Autónoma Tomás Frías, luego viajó a Buenos Aires para estudiar en el Conservatorio Municipal Manuel de Falla. Asistió a clases de composición con Gerardo Gandini y fue beneficiario de una beca en el CLAEM (Centro Latinoamericano de Altos Estudios Musicales) del Instituto Torcuato Di Tella) desde 1967 a 1968, donde estudió con Luigi Nono, Cristóbal Halfter, Vladimir Ussachevsky y Roman Haubenstock-Ramati. Trabajó en Buenos Aires como percusionista en el grupo Ritmus dirigido por Antonio Yepes y en la Orquesta Filarmónica de Buenos Aires. Su obra para coro mixto Tres coros bolivianos ganó en 1965 el premio Luzmila Patiño en Cochabamba, Bolivia. En 1968 muere en un accidente de tránsito al salir de Buenos Aires.

## Grabaciones
- Florencio Pozadas como intérprete

## Obras importantes
- Piezas para piano. Estreno: Gerardo Gandini. Intérprete actual: Mariana Alandia Navajas, conciertos: Bolivia , , Roma
- Dos Canciones para tenor y orchestra. Texto: Giuseppe Ungaretti
- Quinsa Arawis para soprano de coloratura y ensemble. Estreno: Solistas de Música Contemporánea de Buenos Aires, Armando Krieger (dir.), Marta Carrizo (soprano)
- CM1 para cinta y percusión. Estreno: Instituto Torcuato Di Tella VIII Festival de Música Contemporánea, septiembre 1969

## Otros links
- http://www.musiquecontemporaine.fr/fr/browse?index=13&sortId=&recordsPage=25 Archivado el 18 de julio de 2011 en Wayback Machine.
- Alberto Villalpando  , contemporáneo de Florencio Pozadas. Artículo de prensa , contemporáneo de Florencio Pozadas

- Datos: Q1429411